# A Shipwreck in the Sand
A Shipwreck in the Sand è il quarto album dei Silverstein, uscito nel 2009. È il primo concept album della band, nonché l'ultimo pubblicato con la Victory Records.

## Background
Dopo tre album in studio registrati e scritti nella stessa maniera (ovvero trovandosi in una stanza per cercare il sound, le melodie ed i riff giusti), la band per il suo quarto album decide di operare in un modo diverso, ed il cantante Shane Told propone l'idea di scrivere un concept album, dove ci si dovesse preoccupare meno delle singole canzoni e più della coralità del disco nel suo insieme. Approvata l'idea, Told inizia a scrivere la storia e successivamente le varie canzoni di A Shipwreck in the Sand. La scelta dei temi trattati nei testi è stata dettata dall'esigenza da parte di Told di esprimere le proprie sensazioni sulla crisi economica e sui suoi effetti sulle persone.
Memori della negativa esperienza avuta con l'album precedente, Arrivals & Departures, i Silverstein decidono di registrare il nuovo disco in Canada, non lontano dalle proprie abitazioni, in modo da non essere esposti alle continue fonti di distrazione che la città di Los Angeles aveva fornito loro nel 2007. La band inoltre ritorna a lavorare con il produttore Cameron Webb, che già aveva prodotto il loro successo Discovering the Waterfront nel 2005.

## Successo commerciale
L'album vende qualche copia in meno del predecessore e raggiunge il 33º posto nella Billboard 200; nelle altre classifiche, si piazza al 3º posto negli album indipendenti rimanendo in classifica per 6 settimane, al 10º posto negli album rock, al 4º in quelli hard rock, al 33º negli album digitali e al 7º in quelli alternativi. Le minori vendite rispetto all'album precedente derivano in parte dal fatto che Arrivals & Departures non era stato apprezzato da tutti i fan, e in parte dal minore impegno della Victory Records nella promozione del disco: Tony Brummel, proprietario dell'etichetta, aveva infatti chiesto alla band prima della pubblicazione del disco se avesse intenzione di rinnovare il contratto con la Victory, e siccome la band aveva lasciato intendere di non essere sicura di voler firmare un altro contratto, anche l'attività di promozione per il disco è stata meno intensa che in passato.

## Classifiche
| Classifica                | Posizione |
| ------------------------- | --------- |
| Stati Uniti               | 33        |
| Stati Uniti (rock)        | 10        |
| Stati Uniti (independent) | 3         |
| Stati Uniti (alternative) | 7         |
| Stati Uniti (hard rock)   | 4         |
| Stati Uniti (digital)     | 33        |

## Canzoni

### Broken Stars
La canzone era originariamente un b-side di Arrivals & Departures, e doveva comparire nella colonna sonora per il film Prossima fermata - L'inferno, ma venne poi scartata.

### American Dream
Si tratta del secondo ed ultimo singolo estratto da A Shipwreck in the Sand. Durante le riprese del video, Shane è caduto attraverso il pavimento dell'edificio del set da un'altezza di 2,5 metri, atterrando fortunatamente in piedi senza subire particolari traumi.

### Born Dead
Shane Told ha citato Born Dead come la sua canzone preferita tra quelle che ha scritto. È cantata in duetto con Scott Wade, ex voce dei Comeback Kid. Il corpo della canzone deriva da una vecchia composizione creata da Shane ai tempi dei Jerk Circus (la sua prima band) ma mai terminata.

### The End
La canzone conclusiva (dell'album e della storia, come d'altronde dice lo stesso titolo) è cantata in duetto da Shane con la cantante canadese Lights, allora agli albori della propria carriera. Shane ha confermato che si può intendere come una sorta di "redenzione" per i due protagonisti della storia. A quanto affermato, è stata una delle canzoni più difficili da concludere per i Silverstein, dato che gli ci sono voluti quasi 7 anni.

## Tracce
Capitolo uno - It Burns Within Us All
1. A Great Fire - 4:00
2. Vices - 3:19
3. Broken Stars - 3:30

Capitolo due - Liars, Cheaters, and Thieves
1. American Dream - 3:05
2. Their Lips Sink Ships - 1:02
3. I Knew I Couldn't Trust You - 3:29
4. Born Dead (feat. Scott Wade) - 2:51

Capitolo tre - Fight Fire with Fire
1. A Shipwreck in the Sand - 4:38
2. I Am the Arsonist - 3:08
3. You're All I Have - 3:33

Capitolo quattro - Death and Taxes
1. We Are Not the World - 3:21
2. A Hero Loses Everyday - 3:08
3. The Tide Raises Every Ship - 0:46
4. The End (feat. Lights) - 7:25

Tracce bonus per iTunes
1. Help! - 2:17 (cover dei Beatles)
2. Go Your Own Way - 2:30 (cover dei Fleetwood Mac)
3. Three Miles Down - 1:45 (cover dei Saves the Day)
4. Total Bummer - 2:15 (cover dei NOFX)

## Formazione
- Shane Told - voce
- Neil Boshart - chitarra
- Josh Bradford - chitarra
- Bill Hamilton - basso
- Paul Koehler - batteria